# William Soncini
William Soncini, nome d'arte Napoleone Inciso (Mezzani, 1913 – Pisa, 25 gennaio 1997), è stato un pittore e scultore italiano.

## Biografia
Nacque nel 1913 a Casale di Mezzani dove il padre lavorava come segretario comunale. Il nonno Egidio Soncini fu l'architetto che progettò il Teatro Reinach di Parma. Terminati gli studi superiori, si spostò a Torino per frequentare la facoltà di architettura. Nella città piemontese rimase fino al 1964 quando si trasferì a Pisa dove rimase fino alla morte avvenuta nel 1997.

## Attività artistica
Soncini inizia nei primi anni a dedicarsi alla pittura per poi successivamente affrontare, sotto la guida di Luigi Froni, anche la scultura. Nelle sue opere si firma con lo pseudonimo di Napoleone Inciso. Le sue sculture hanno sia influssi classici come la riproposizione del tema della Nike, sia influssi moderni. Le sue realizzazioni ricordano le figure filiformi di Alberto Giacometti ma che se ne discostano per la maggior leggiadria e leggerezza. La femminilità è un tema ricorrente nelle opere di Soncini proposto nei soggetti della maternità e delle ballerine.
Le sue opere sono state esposte in diverse mostre internazionali a Milano, Parigi, New York, Roma, Zurigo, Basilea, Osaka e alcune sono attualmente visibili in collezioni pubbliche. Diversi sono i critici che hanno recensito i lavori di Soncini, tra questi possiamo citare Carlo Munari, Nicola Micieli e Vincenzo Marotta.